# Michael Malone
Michael Malone (New York, 15 settembre 1971) è un allenatore di pallacanestro statunitense.
È figlio di Brendan Malone, a sua volta ex allenatore nella NBA con i Toronto Raptors e i Cleveland Cavaliers.

## Carriera

### Giocatore
Ha giocato per quattro anni nella squadra della Loyola University Maryland, con un totale di 107 partite disputate e 18,5 minuti di media a partita, con un totale di 370 punti, 279 assist e 79 palloni recuperati.

### Allenatore
Dal giugno 2013 è l'allenatore dei Sacramento Kings; ha vinto la sua prima partita da allenatore all'esordio in campionato contro i Denver Nuggets. Chiude la sua prima stagione con 28 vittorie e 54 sconfitte; viene esonerato il 15 dicembre 2014, con un bilancio di 11 vittorie e 13 sconfitte nel corso della sua seconda stagione. Al suo posto, la squadra nomina allenatore l'assistente Tyrone Corbin. Il 15 giugno 2015 diventa il nuovo allenatore dei Denver Nuggets, con cui firma un contratto quadriennale.

## Statistiche

### Allenatore
| Stagione | Squadra          | Regular Season | Regular Season | Regular Season | Regular Season | Regular Season              | Post Season                                                     |
| Stagione | Squadra          | V              | P              | % V            | G              | Posizione finale            | Post Season                                                     |
| -------- | ---------------- | -------------- | -------------- | -------------- | -------------- | --------------------------- | --------------------------------------------------------------- |
| 2013-14  | Sacramento Kings | 28             | 54             | 34,1           | 82             | 4º nella Pacific Division   | Manca i play-off                                                |
| 2014-15  | Sacramento Kings | 11             | 13             | 45,8           | 24             | Esonerato                   | -                                                               |
| 2015-16  | Denver Nuggets   | 33             | 49             | 40,2           | 82             | 4º nella Northwest Division | Manca i play-off                                                |
| 2016-17  | Denver Nuggets   | 40             | 42             | 48,8           | 82             | 4º nella Northwest Division | Manca i play-off                                                |
| 2017-18  | Denver Nuggets   | 46             | 36             | 56,1           | 82             | 5º nella Northwest Division | Manca i play-off                                                |
| 2018-19  | Denver Nuggets   | 54             | 28             | 65,9           | 82             | 1º nella Northwest Division | Sconfitto alle Semifinali di Conference dai Trail Blazers (3-4) |
| 2019-20  | Denver Nuggets   | 46             | 27             | 63,0           | 73             | 1º nella Northwest Division | Sconfitto alle Finali di Conference dai Lakers (1-4)            |
| 2020-21  | Denver Nuggets   | 47             | 25             | 65,3           | 72             | 2º nella Northwest Division | Sconfitto alle Semifinali di Conference dai Suns (0-4)          |
| 2021-22  | Denver Nuggets   | 48             | 34             | 58,5           | 82             | 2º nella Northwest Division | Sconfitto al Primo Round dagli Warriors (1-4)                   |
| 2022-23  | Denver Nuggets   | 53             | 29             | 64,6           | 82             | 1º nella Northwest Division | Campione NBA                                                    |
| 2023-24  | Denver Nuggets   | 57             | 25             | 69,5           | 82             | 2º nella Northwest Division | Sconfitto alle Semifinali di Conference dai Timberwolves (3-4)  |
| 2024-25  | Denver Nuggets   | 47             | 32             | 59,5           | 79             | Esonerato                   | -                                                               |
|          | Carriera         | 510            | 394            | 56,4           | 904            |                             |                                                                 |

## Palmarès

### Club
- NBA Northwest Division: 3

Denver Nuggets: 2018-2019, 2019-2020, 2022-2023
- NBA Western Conference: 1

Denver Nuggets: 2022-2023
- Campionato NBA: 1

Denver Nuggets: 2023